# Trevor Bell (baseball)
Pour les articles homonymes, voir Trevor Bell et Bell.
Trevor Bell, né le 12 octobre 1986 à Los Angeles (Californie) aux États-Unis, est un joueur américain de baseball évoluant en Ligue majeure de baseball de 2009 à 2014.

## Biographie
Natif du quartier de North Hollywood à Los Angeles, Trevir Bell est drafté dès la fin de ses études secondaires à la Crescenta Valley High School de La Crescenta (Californie). Il est sélectionné le 7 juin 2005 par les Angels de Los Angeles d'Anaheim au premier tour (37e choix).
Après quatre saisons passées en Ligues mineures, Bell fait ses débuts en Ligue majeure le 12 août 2009 à l'occasion d'un match contre les Rays de Tampa Bay. Il est aligné comme lanceur partant. Bell signe sa première victoire au plus haut niveau le 18 août face aux Indians de Cleveland.
Après 52 matchs au total pour les Angels lors des saisons 2009, 2010 et 2011, Bell est libéré par le club le 26 juillet 2012.
Bell apparaît dans deux matchs des Reds de Cincinnati en 2014.

## Statistiques
| Saison | Équipe    | G  | GS | CG | SHO | V | D | SV | IP   | SO | ERA  |
| ------ | --------- | -- | -- | -- | --- | - | - | -- | ---- | -- | ---- |
| 2009   | LA Angels | 8  | 4  | 0  | 0   | 1 | 2 | 0  | 20.1 | 14 | 9,74 |
| 2010   | LA Angels | 25 | 7  | 0  | 0   | 2 | 5 | 0  | 61.0 | 45 | 4,72 |
| Totaux | Totaux    | 33 | 11 | 0  | 0   | 3 | 7 | 0  | 81.1 | 59 | 5,98 |

Note: G = Matches joués ; GS = Matches comme lanceur partant ; CG = Matches complets ; SHO = Blanchissages ; 
V = Victoires ; D = Défaites ; SV = Sauvetages ; IP = Manches lancées ; SO = retraits sur des prises ; ERA = Moyenne de points mérités.